# Anatolia Story
Anatolia Story (天は赤い河のほとり?, Sora wa akai kawa no hotori, lett. "Il cielo vicino alle rive del fiume rosso") è un manga fantasy scritto e disegnato da Chie Shinohara.
Il fumetto è iniziato nel gennaio del 1995 in Giappone sulla rivista Shōjo Comic, ha ricevuto il Premio Shogakukan per i manga come miglior shōjo dell'anno nel 2001 ed è stato pubblicato in Italia fra il 2005 ed il 2007 dalla Star Comics. Anatolia Story non ha goduto di una versione animata, ma di molti drama CD.

## Trama
Yuuri Suzuki è una quindicenne giapponese, non particolarmente bella o intelligente, che un giorno viene risucchiata in una pozzanghera e trasportata nello spazio e nel tempo fino al XIV secolo a.C. nella regione dell'Anatolia (l'attuale nord-est della Turchia). Qui viene accolta da un affascinante giovane, che le spiega di essere il principe Kail Mursili e di trovarsi ad Ḫattuša, capitale dell'antico impero Ittita. Yuuri scopre di trovarsi nel passato richiamata da un incantesimo lanciato dalla regina Nakia, ultima moglie dell'imperatore Suppiluliuma, che vuole usare il sangue di Yuri per un sortilegio che le permetterebbe di uccidere tutti gli altri pretendenti alla corona (Kail compreso), così da assicurare il trono a suo figlio Giuda. Kail quindi decide di aiutare Yuuri a tornare in Giappone nel suo tempo prima che il sortilegio possa essere eseguito, ma ci sono tre condizioni da rispettare: le fonti d'acqua di Hattusa devono essere tutte colme (evento che si verifica solo una volta l'anno), Yuri deve indossare i vestiti con cui è giunta nel passato, e serve un sacerdote che operi il rito per riportarla a casa. Nakia, però, non ha di certo intenzione di facilitarle le cose...

## Personaggi
Yuri Suzuki (鈴木夕梨?, Suzuki Yūri)
Yuri ha quindici anni all'inizio della storia ed è una ragazza generosa e tesa ad aiutare gli altri. Possiede conoscenze molto superiori rispetto alle persone del XIV secolo a.C., come la democrazia, il ferro o le pratiche igieniche. Si trova spesso in situazioni bizzarre che la gente interpreta come prove del fatto che lei è l'incarnazione della dea Ishtar. Pur non essendo una ragazza particolarmente bella, la sua bontà d'animo incanta chi le sta a fianco.
Kail Mursili
Kail è un biondo principe ittita che all'inizio della storia trova una Yuri confusa e spaventata correre per le vie di Hattusa; baciandola le permetterà di comprendere la lingua ittita. Sceglie Yuuri come sua unica concubina, promettendole che la farà tornare nel tempo e nel luogo da cui proviene, così da evitare che il sortilegio di Nakia li danneggi entrambi. Con il tempo, però, finisce per innamorarsi profondamente di lei. Kail è ispirato a Muršili II, un personaggio storico reale.
Nakia
La regina Nakia è la consorte di Suppiluliuma. È la Tawana Anna dell'impero Ittita, obvero la seconda persona più potente dell'impero dopo l'Imperatore. Il suo unico e cieco scopo è eliminare i pretendenti al trono che scavalche.rebbero suo figlio Giuda in linea ereditaria, e per fare questo ha bisogno del sangue di Yuri come ingrediente per un maleficio che li uccida tutti. Cospira trame complesse col suo assistente Uruhi al fine di togliere la ragazza dalla protezione di Kail e poterla così usare ai propri scopi. Ha doti magiche e riesce a controllare l'acqua con cui manipola le persone.
Uruhi
È l'assistente della regina Nakia. Eunuco misterioso, freddo e crudele, cospira con la sua padrona allo scopo di disfarsi degli eredi imperiali.
Suppiluliuma
L'imperatore degli Ittiti è un veterano di guerra che conosce i territori di Mitanni e d'Egitto. Suppiluliuma è ispirato a Šuppiluliuma I, un personaggio storico reale.

## Volumi
| Nº | Data di prima pubblicazione | Data di prima pubblicazione | Data di prima pubblicazione |
| Nº | Giapponese                  | Giapponese                  | Italiano                    |
| -- | --------------------------- | --------------------------- | --------------------------- |
| 1  | 26 maggio 1995              | ISBN 4-09-136501-9          | 23 marzo 2005               |
| 2  | 21 agosto 1995              | ISBN 4-09-136502-7          | 26 aprile 2005              |
| 3  | 25 novembre 1995            | ISBN 4-09-136503-5          | 26 maggio 2005              |
| 4  | 26 marzo 1996               | ISBN 4-09-136504-3          | 27 giugno 2005              |
| 5  | 26 giugno 1996              | ISBN 4-09-136505-1          | 26 luglio 2005              |
| 6  | 26 settembre 1996           | ISBN 4-09-136506-X          | 25 agosto 2005              |
| 7  | 26 novembre 1996            | ISBN 4-09-136507-8          | 26 settembre 2005           |
| 8  | 26 febbraio 1997            | ISBN 4-09-136508-6          | 25 ottobre 2005             |
| 9  | 26 maggio 1997              | ISBN 4-09-136509-4          | 24 novembre 2005            |
| 10 | 22 agosto 1997              | ISBN 4-09-136510-8          | 21 dicembre 2005            |
| 11 | 26 novembre 1997            | ISBN 4-09-137381-X          | 24 gennaio 2006             |
| 12 | 24 febbraio 1998            | ISBN 4-09-137382-8          | 23 febbraio 2006            |
| 13 | 26 maggio 1998              | ISBN 4-09-137383-6          | 23 marzo 2006               |
| 14 | 22 agosto 1998              | ISBN 4-09-137384-4          | 21 aprile 2006              |
| 15 | 26 novembre 1998            | ISBN 4-09-137385-2          | 25 maggio 2006              |
| 16 | 26 marzo 1999               | ISBN 4-09-137386-0          | 26 giugno 2006              |
| 17 | 26 giugno 1999              | ISBN 4-09-137387-9          | 24 luglio 2006              |
| 18 | 25 settembre 1999           | ISBN 4-09-137388-7          | 24 agosto 2006              |
| 19 | 14 dicembre 1999            | ISBN 4-09-137389-5          | 25 settembre 2006           |
| 20 | 25 marzo 2000               | ISBN 4-09-137390-9          | 23 ottobre 2006             |
| 21 | 26 giugno 2000              | ISBN 4-09-138021-2          | 23 novembre 2006            |
| 22 | 26 ottobre 2000             | ISBN 4-09-138022-0          | 27 dicembre 2006            |
| 23 | 24 febbraio 2001            | ISBN 4-09-138023-9          | 26 gennaio 2007             |
| 24 | 26 maggio 2001              | ISBN 4-09-138024-7          | 23 febbraio 2007            |
| 25 | 23 agosto 2001              | ISBN 4-09-138025-5          | 26 marzo 2007               |
| 26 | 20 dicembre 2001            | ISBN 4-09-138026-3          | 24 aprile 2007              |
| 27 | 23 marzo 2002               | ISBN 4-09-138038-7          | 24 maggio 2007              |
| 28 | 26 luglio 2002              | ISBN 4-09-138027-1          | 25 giugno 2007              |

## Drama CD
Esistono molti drama CD di Anatolia Story; nessuno di questi è stato pubblicato in Italia.

### Prima serie
- 17 dicembre 1997 - Sora wa akai kawa no hotori Sound Theater 1 (天は赤い河のほとり サウンドシアター1?)
- 20 maggio 1998 - Sora wa akai kawa no hotori Sound Theater 2 (天は赤い河のほとり サウンドシアター2?)
- 18 novembre 1998 - Sora wa akai kawa no hotori Sound Theater 3 (天は赤い河のほとり サウンドシアター3?)
- 19 maggio 1999 - Sora wa akai kawa no hotori Sound Theater 4 (天は赤い河のほとり サウンドシアター4?)
- 17 febbraio 2000 - Sora wa akai kawa no hotori Sound Theater 5 (天は赤い河のほとり サウンドシアター5?)
- 19 luglio 2000 - Sora wa akai kawa no hotori Sound Theater 6 (天は赤い河のほとり サウンドシアター6?)

### Seconda serie
- 24 luglio 2002 - Sora wa akai kawa no hotori Sound Theater 7 (天は赤い河のほとり サウンドシアター7?)
- 19 febbraio 2003 - Sora wa akai kawa no hotori Sound Theater 8 (天は赤い河のほとり サウンドシアター8?)

### Altro
- Sora wa akai kawa no hotori Sound Theater Complete Collection CD (天は赤い河のほとり サウンドシアター Complete Collection CD?)
- Sora wa akai kawa no hotori Sound Theater【Bangai hen】Kikkuri no ichinichi (天は赤い河のほとり サウンドシアター【番外編】キックリの一日?)

### Doppiatori
- Yuri Suzuki/Ishtar: Minami Takayama
- Kail Mursili: Kazuhiko Inoue
- Ramses: Toshihiko Seki (prima serie), Takehito Koyasu (seconda serie)
- Regina Nakia: Yuriko Yamaguchi (prima serie), Misa Watanabe (seconda serie)